# Algonkini
Algonkini (engleski: Algonquin, algonkinski: algumaking, »gdje se lovi harpunom«) pleme su američkih Indijanaca s gornje Ottawe u Ontariju i Quebecu. Zbog neprijateljstava s Irokezima i Francuzima dio ih se priključio Ottawa Indijancima (banda Kinounchepirini). Plemenu je prema Mooneyu broj procijenjen na 6000 (1600.)  Danas se dijele na 10 bandi od kojih 9 živi u Quebecu i jedna u Ontariju (Algonquians of Golden Lake, Golden Lake). Svih skupa ima ih 6239 (2005.). Algonkini su dali ime etnolingvističkoj porodici algonkinskih jezika, koja obuhvaća brojna plemena i plemenske saveze iz Sjedinjenih Država i Kanade.

## Ime
Točno značenje nije poznato, možda od Micmac naziva algoomeaking ili algoomaking "at the place of spearing fish or eels [from the bow of a canoe]."/ Ovaj naziv odnosi se samo na same Algonkine ili bandu Weskarini. Sami sebe nazivaju "Anishnabe" ili "Anishnabek" u značenju 'the original people'.

## Život i običaji
Algonkini su naseljavali područje koje baš nije bilo pogodno agrikulturi. Bili su organizirani po malenim polunomadskim bandama lovaca i sakupljača. Tek je nekoliko južnih algonkinskih bandi počelo 1608. uzgajati kukuruz. Kraj je ipak veoma pogodan za lov a vodeni putovi koje su savladavali kanuima od brezove kore (birch-bark canoes), najviše su im koristili u trgovačke svrhe, služili su se njima i u lovu, pa i za obiteljski transport. Zimi bi se Algonkini rasipali okolnim krajevima stvorivši malene lovačke logore sastavljene od proširenih obitelji. Ljeti bi se ponovno okupljali i bavili se ribolovom.
Algonkini su bili patrilinearan narod. Obitelji su imale lovišta čija bi prava, po patrilinearnosti, prelazila s oca na sina.

## Povijest
Algonkine prvi susreće Samuel de Champlain 1605. godine, a prvi puta 1609. počinju i trgovinu s njim. Ova trgovina dovela je do saveza s Francuzima s kojima su već 1610. uspjeli otjerati Irokeze južno od rijeke Saint Lawrence. Irokezi uzvraćaju udarac (vidi Dabarski ratovi) tek 1632. kada su s gornjeg St. Lawrencea otjerali Algonkine i Montagnaise. Uskoro se Algonkinima pišu crni dani, prvo ih 1634. kosi epidemija boginja a 1647. njihova banda Kichesipirini gotovo je istrebljena od svirepih Irokeza. Početkom 18. stoljeća Algonkini više nemaju mira od Irokeza,  dok u drugoj polovici istog stoljeća dolazi do značajnijeg naseljavanja Engleza. Godine 1822. pleme je prisiljeno prodati svoja zemljišta u području rijeke Ottawe i polako završavaju na malenim rezervatima Quebeca i Ontarija.

## Podjela
Swanton* i Sultzman među njihove skupine ubrajau sljedeća plemenska imena (bez asteriska samo Sultzman):
- Abitibi* (Abitibiwinni, Dominion Abitibi, Pikogan),  nekada u Ontariju, danas u Quebecu.
- Atonontrataronon* (Ononchataronon, Iroquet)
- Barrière* (Barrière Lake, Lac Rapide, Rapid Lake), Quebec
- Bonnechere,
- Dumoine*, nekada Ontario.
- Kichesipirini* ("people of the great river" )
- Kinounchepirini (Keinouche, Kinonche, Pickerel, Pike)
- Kipawa* (Eagle Village, Kebaowek)
- Kitcisakik (Grand Lake Victoria),
- Lac des Quinze*,
- Lac-Simon,
- Maniwaki* (Kitigan Zibi, River Desert)
- Matouweskarini (Madawaska, Madwaska, Matouchkarine, Matouashita, Mataouchkarini, Matouechkariniwek, Matouescarini).
- Mitchitamou,
- Nibachis
- Otaguottaouemin (Kotakoutouemi, Outaoukotwemiwek)
- Outchatarounounga,
- Ouachegami,
- Outimagami,
- Outurbi,
- Pikwakanagan (Golden Lake).
- Quenongebin
- Sagaiguninini* (Saghiganirini) nekada Ontario.
- Saginitaouigama (Sagachiganiriniwek; kod Hodgea Sagnitaouigama)
- Tadoussac,
- Temagami,
- Timiskaming* (Temiskaming, Timiscimi, Notre Dame du Nord, Ville Marie).
- Weskarini* (Algonkin Proper, La Petite Nation, Little Nation, Ouaouechkairini, Ouassouarini, Ouescharini, Ouionontateronon, Petite Nation)
- Winneway (Long Point),
- Wolf Lake (Hunter's Point).

Hodge (od nespomenutih) na svom popisu ima sljedeće nazive: Amikwa, Kishkakon (Kiskakon), Maskasinik, Missisauga, Michacondibi, Nikikouek, Oskemanitigou, Ouasouarini, Outaouakamigouk, Outchougai i Pawating.

## Vanjske poveznice
- Algonkin  Arhivirana inačica izvorne stranice od 5. srpnja 2007. (Wayback Machine)
- Native Languages of the Americas: Algonquin